# Thomas Gardner
Thomas Earl Gardner (Portland, 8 febbraio 1985) è un ex cestista statunitense, professionista nell NBDL e in Europa.

## Carriera
Gardner non è mai stato selezionato al draft e subito dopo il l'università è andato a giocare in Belgio, ai Verviers-Pepinster. Nel novembre 2007 passò ai Chicago Bulls con cui esordì nella NBA. Dopo solo 4 partite venne tagliato dai Bulls; dopo alcuni mesi di inattività firma nell'estate 2008 per gli Atlanta Hawks.